# Single numer jeden w roku 2025 (Polska)
Single numer jeden w roku 2025 (Polska) – zestawienie singli, które w 2025 zajęły pierwsze miejsca na trzech cotygodniowych polskich listach przebojów:
- OLiA – oficjalnej liście airplay, sporządzanej i publikowanej przez Związek Producentów Audio-Video na podstawie odtworzeń w stacjach radiowych[1],
- OLiS – single w streamie, sporządzanej i publikowanej przez Związek Producentów Audio-Video na podstawie odsłuchań w serwisach strumieniowych[1],
- Poland Songs, sporządzanej i publikowanej przez amerykański magazyn „Billboard” na podstawie danych o sprzedaży cyfrowej i odsłuchań w serwisach strumieniowych[2].

## Listy
| OLiA – oficjalna lista airplay | OLiA – oficjalna lista airplay | OLiA – oficjalna lista airplay       | OLiS – single w streamie | OLiS – single w streamie | OLiS – single w streamie                 | Poland Songs | Poland Songs              | Poland Songs                             | Poland Songs |
| Data                           | Singel                         | Wykonawca                            | Data                     | Singel                   | Wykonawca                                | Data         | Singel                    | Wykonawca                                | Źr.          |
| ------------------------------ | ------------------------------ | ------------------------------------ | ------------------------ | ------------------------ | ---------------------------------------- | ------------ | ------------------------- | ---------------------------------------- | ------------ |
| —                              | —                              | —                                    | —                        | —                        | —                                        | 4 stycznia   | „Last Christmas”          | Wham!                                    | [ 5 ]        |
| 3 stycznia                     | „Apt.”                         | Rosé i Bruno Mars                    | 2 stycznia               | „Kochasz?”               | Sobel                                    | 11 stycznia  | „Kochasz?”                | Sobel                                    | [ 6 ]        |
| 10 stycznia                    | „Apt.”                         | Rosé i Bruno Mars                    | 9 stycznia               | „Dom nad wodą”           | Pezet                                    | 18 stycznia  | „Kochasz?”                | Sobel                                    | [ 7 ]        |
| 17 stycznia                    | „Apt.”                         | Rosé i Bruno Mars                    | 16 stycznia              | „Dom nad wodą”           | Pezet                                    | 25 stycznia  | „Dom nad wodą”            | Pezet                                    | [ 8 ]        |
| 24 stycznia                    | „Apt.”                         | Rosé i Bruno Mars                    | 23 stycznia              | „Dom nad wodą”           | Pezet                                    | 1 lutego     | „Dom nad wodą”            | Pezet                                    | [ 9 ]        |
| 31 stycznia                    | „Ballada o niej”               | Daria Zawiałow                       | 30 stycznia              | „Up! Up! Up!”            | Mata                                     | 8 lutego     | „Up! Up! Up!”             | Mata                                     | [ 10 ]       |
| 7 lutego                       | „Walk with Me”                 | Felix Jaehn i Shouse                 | 6 lutego                 | „Up! Up! Up!”            | Mata                                     | 15 lutego    | „Up! Up! Up!”             | Mata                                     | [ 11 ]       |
| 14 lutego                      | „Walk with Me”                 | Felix Jaehn i Shouse                 | 13 lutego                | „Kierownik”              | Kizo                                     | 22 lutego    | „Kierownik”               | Kizo                                     | [ 12 ]       |
| 21 lutego                      | „Pięknie płyniesz”             | Dawid Podsiadło                      | 20 lutego                | „Dom nad wodą”           | Pezet                                    | 1 marca      | „Dom nad wodą”            | Pezet                                    | [ 13 ]       |
| 28 lutego                      | „Pięknie płyniesz”             | Dawid Podsiadło                      | 27 lutego                | „Dom nad wodą”           | Pezet                                    | 8 marca      | „Dom nad wodą”            | Pezet                                    | [ 14 ]       |
| 7 marca                        | „Walk with Me”                 | Felix Jaehn i Shouse                 | 6 marca                  | „Dom nad wodą”           | Pezet                                    | 15 marca     | „Dom nad wodą”            | Pezet                                    | [ 15 ]       |
| 14 marca                       | „Walk with Me”                 | Felix Jaehn i Shouse                 | 13 marca                 | „Dom nad wodą”           | Pezet                                    | 22 marca     | „Dom nad wodą”            | Pezet                                    | [ 16 ]       |
| 21 marca                       | „Co noc”                       | Oskar Cyms                           | 20 marca                 | „Evil J0rdan”            | Playboi Carti                            | 29 marca     | „Evil J0rdan”             | Playboi Carti                            | [ 17 ]       |
| 28 marca                       | „Abracadabra”                  | Lady Gaga                            | 27 marca                 | „Dom nad wodą”           | Pezet                                    | 5 kwietnia   | „Dom nad wodą”            | Pezet                                    | [ 18 ]       |
| 4 kwietnia                     | „Dancing in Love”              | Alan Walker i Meek                   | 3 kwietnia               | „Dom nad wodą”           | Pezet                                    | 12 kwietnia  | „Dom nad wodą”            | Pezet                                    | [ 19 ]       |
| 11 kwietnia                    | „Abracadabra”                  | Lady Gaga                            | 10 kwietnia              | „Dom nad wodą”           | Pezet                                    | 19 kwietnia  | „Dom nad wodą”            | Pezet                                    | [ 20 ]       |
| 18 kwietnia                    | „Abracadabra”                  | Lady Gaga                            | 17 kwietnia              | „Dom nad wodą”           | Pezet                                    | 26 kwietnia  | „Dom nad wodą”            | Pezet                                    | [ 21 ]       |
| 25 kwietnia                    | „Next Summer”                  | Damiano David                        | 24 kwietnia              | „Dom nad wodą”           | Pezet                                    | 3 maja       | „Dom nad wodą”            | Pezet                                    | [ 22 ]       |
| 2 maja                         | „Next Summer”                  | Damiano David                        | 1 maja                   | „Cha cha”                | Sobel                                    | 10 maja      | „Cha cha”                 | Sobel                                    | [ 23 ]       |
| 9 maja                         | „Next Summer”                  | Damiano David                        | 8 maja                   | „Cha cha”                | Sobel                                    | 17 maja      | „Cha cha”                 | Sobel                                    | [ 24 ]       |
| 16 maja                        | „Tamo Bien”                    | Enrique Iglesias, Pitbull i IAmChino | 15 maja                  | „Cha cha”                | Sobel                                    | 24 maja      | „Casablanca”              | Sentino i BNP                            | [ 25 ]       |
| 23 maja                        | „Azizam”                       | Ed Sheeran                           | 22 maja                  | „Casablanca”             | Sentino i BNP                            | 31 maja      | „Casablanca”              | Sentino i BNP                            | [ 26 ]       |
| 30 maja                        | „Azizam”                       | Ed Sheeran                           | 29 maja                  | „Casablanca”             | Sentino i BNP                            | 7 czerwca    | „Casablanca”              | Sentino i BNP                            | [ 27 ]       |
| 6 czerwca                      | „Azizam”                       | Ed Sheeran                           | 5 czerwca                | „Casablanca”             | Sentino i BNP                            | 14 czerwca   | „Casablanca”              | Sentino i BNP                            | [ 28 ]       |
| 13 czerwca                     | „Ordinary”                     | Alex Warren                          | 12 czerwca               | „Casablanca”             | Sentino i BNP                            | 21 czerwca   | „Casablanca”              | Sentino i BNP                            | [ 29 ]       |
| 20 czerwca                     | „Ordinary”                     | Alex Warren                          | 19 czerwca               | „Santa Cruz”             | Modelki, Qry, Wersow, Świeży i Mortalcio | 28 czerwca   | „Santa Cruz”              | Modelki, Qry, Wersow, Świeży i Mortalcio | [ 30 ]       |
| 27 czerwca                     | „Ordinary”                     | Alex Warren                          | 26 czerwca               | „Santa Cruz”             | Modelki, Qry, Wersow, Świeży i Mortalcio | 5 lipca      | „Santa Cruz”              | Modelki, Qry, Wersow, Świeży i Mortalcio | [ 31 ]       |
| 4 lipca                        | „Azizam”                       | Ed Sheeran                           | 3 lipca                  | „Santa Cruz”             | Modelki, Qry, Wersow, Świeży i Mortalcio | 12 lipca     | „Santa Cruz”              | Modelki, Qry, Wersow, Świeży i Mortalcio | [ 32 ]       |
| 11 lipca                       | „Nie mówię tak, nie mówię nie” | Wiktor Dyduła i Kasia Sienkiewicz    | 10 lipca                 | „Tak to lata”            | Bungee i Tuszol                          | 19 lipca     | „Tak to lata”             | Bungee i Tuszol                          | [ 33 ]       |
| 18 lipca                       | „Oj, dziewczyno!”              | Wiktoria Kida i Księga Żywiołów      | 17 lipca                 | „Tak to lata”            | Bungee i Tuszol                          | 26 lipca     | „Tak to lata”             | Bungee i Tuszol                          | [ 34 ]       |
| 25 lipca                       | „Oj, dziewczyno!”              | Wiktoria Kida i Księga Żywiołów      | 24 lipca                 | „Tak to lata”            | Bungee i Tuszol                          | 2 sierpnia   | „Tak to lata”             | Bungee i Tuszol                          | [ 35 ]       |
| 1 sierpnia                     | „Zombie Lady”                  | Damiano David                        | 31 lipca                 | „Tak to lata”            | Bungee i Tuszol                          | 9 sierpnia   | „Tak to lata”             | Bungee i Tuszol                          | [ 36 ]       |
| 8 sierpnia                     | „Kyoto”                        | Kuban, gościnnie: Zalia              | 7 sierpnia               | „Tak to lata”            | Bungee i Tuszol                          | 16 sierpnia  | „Tak to lata”             | Bungee i Tuszol                          | [ 37 ]       |
| 15 sierpnia                    | „Kyoto”                        | Kuban, gościnnie: Zalia              | 14 sierpnia              |                          |                                          | 23 sierpnia  | „Dopóki się nie znudzisz” | Miu, gościnnie: Zalia                    | [ 38 ]       |

## Podsumowania
| Okres                 | OLiA – oficjalna lista airplay | OLiA – oficjalna lista airplay | OLiA – oficjalna lista airplay | OLiS – single w streamie | OLiS – single w streamie | OLiS – single w streamie |
| Okres                 | Singel                         | Wykonawca                      | Źr.                            | Singel                   | Wykonawca                | Źr.                      |
| --------------------- | ------------------------------ | ------------------------------ | ------------------------------ | ------------------------ | ------------------------ | ------------------------ |
| styczeń–czerwiec 2025 | „Walk with Me”                 | Felix Jaehn i Shouse           | [ 39 ]                         | „Dom nad wodą”           | Pezet                    | [ 40 ]                   |